# Discophora guianensis
Discophora guianensis är en tvåhjärtbladig växtart som beskrevs av John Miers. Discophora guianensis ingår i släktet Discophora och familjen Icacinaceae. Inga underarter finns listade i Catalogue of Life.